# 寺坡乡
寺坡乡是中国陕西省商洛市洛南县下辖的一个乡。

## 行政区划
寺坡乡下辖以下行政区：
寺坡街村、高塬村、水磨村、中山村、史华村、中联村、何村、周岭村